# USS McDougal (DD-358)
DD 358 McDougal (Корабль Соединённых Штатов Макдугал) — эсминец ВМС США типа Porter. Назван в честь контр-адмирала Дэвида Макдугала.
Заложен на верфи New York Shipbuilding 18 декабря 1933 года. Спущен 17 июля 1936 года, вступил в строй 5 декабря 1936 года.
17 сентября 1945 года переклассифицирован во вспомогательное судно AG 126.
Выведен в резерв 24 июня 1946 года. Из состава ВМС США исключён 15 августа 1949 года.
Продан 22 сентября 1949 года фирме «H. H. Buncher Co.» в Питтсбург и разобран на слом.